# Новопетровский сельский совет (Магдалиновский район)
Новопетровский сельский совет (укр. Новопетрівська сільська рада) — входит в состав
Магдалиновского района
Днепропетровской области
Украины.
Административный центр сельского совета находится в селе Новопетровка.

## Населённые пункты совета
- с. Новопетровка
- с. Виноградовка
- с. Водяное
- с. Шевское